# Gratacasolo
Gratacasolo is een plaats (frazione) in de Italiaanse gemeente Pisogne.